# Malik Fitts
Malik Jahmal Fitts  (La Verne, California, 4 de julio de 1997) es un baloncestista estadounidense que pertenece a la plantilla del SIG Strasbourg de la LNB Pro A francesa. Con 1,96 metros de estatura, juega en la posición de ala-pívot.

## Trayectoria deportiva

### Universidad
Jugó durante una temporada con South Florida Bulls, en la que promedió 7,4 puntos, 4,6 rebotes y 1,1 asistencias por partido. Al término de la misma fue transferido a los Saint Mary's Gaels, donde tras el año parado que imponía la NCAA, en su primera temporada en el equipo se hizo rápidamente con la titularidad, y acabó siendo incluido en el segundo mejor quinteto de la West Coast Conference, tras promediar 15,2 puntos y liderar a su equipo con 7,6 rebotes.
Como junior, Fitts promedió 16.5 puntos y 7.1 rebotes por partido, siendo incluido esta vez en el mejor quinteto de la conferencia. Al término de la temporada se declaró elegible para el draft de la NBA, renunciando a su último año de universidad.

#### Estadísticas
| Año     | Equipo        | PJ       | PT       | MPP      | %TC      | %3P      | %TL      | RPP      | APP      | ROB      | TPP      | PPP      |
| ------- | ------------- | -------- | -------- | -------- | -------- | -------- | -------- | -------- | -------- | -------- | -------- | -------- |
| 2016–17 | South Florida | 27       | 18       | 24.4     | .395     | .338     | .538     | 4.6      | 1.1      | .7       | .4       | 7.4      |
| 2017–18 | Saint Mary's  | Redshirt | Redshirt | Redshirt | Redshirt | Redshirt | Redshirt | Redshirt | Redshirt | Redshirt | Redshirt | Redshirt |
| 2018–19 | Saint Mary's  | 34       | 33       | 30.7     | .475     | .406     | .770     | 7.6      | .9       | 1.1      | .2       | 15.2     |
| 2019–20 | Saint Mary's  | 34       | 34       | 34.2     | .472     | .408     | .799     | 7.1      | 1.2      | 1.4      | .4       | 16.5     |
| Career  | Career        | 95       | 85       | 30.2     | .458     | .392     | .745     | 6.5      | 1.1      | 1.1      | .3       | 13.5     |

### Profesional
Tras no ser elegido en el Draft de la NBA de 2020, el 19 de noviembre de 2020 firmó su primer contrato profesional con Los Angeles Clippers de la NBA, con los que jugó durante dos partidos en pretemporada.
El 4 de febrero de 2021, sería asignado a los Agua Caliente Clippers de la NBA G League.
El 28 de septiembre de 2021, Fitts firmó con Utah Jazz. Su contrato se convirtió en un trato de dos vías el 16 de octubre, pudiendo jugar también en su filial de la NBA G League, los Salt Lake City Stars. El 13 de enero de 2022, es cortado tras 7 encuentros con los Jazz. El 23 de febrero, firma un contrato de 10 días con Boston Celtics. Firmando el 15 de marzo hasta final de temporada, además el contrato incluye una garantía parcial para la temporada que viene.
El 1 de julio de 2022 es traspasado, junto a Daniel Theis, Aaron Nesmith, Nik Stauskas y Juwan Morgan a Indiana Pacers, a cambio de Malcolm Brogdon, siendo cortado el 14 de julio.
El 5 de octubre de 2022 se une a la plantilla de Los Angeles Clippers, pero fue finalmente descartado. El 24 de octubre se incorpora a la plantilla de su filial en la G League, los Ontario Clippers.
El 26 de diciembre de 2023 fue incluido en un intercambio de tres equipos que lo envió a los Cleveland Charge.
El 31 de julio de 2024 fichó por el SIG Strasbourg de la LNB Pro A francesa.

## Estadísticas de su carrera en la NBA

### Temporada regular
| Año     | Equipo        | PJ | PT | MPP | %TC  | %3P  | %TL | RPP | APP | ROB | TPP | PPP |
| ------- | ------------- | -- | -- | --- | ---- | ---- | --- | --- | --- | --- | --- | --- |
| 2020-21 | L.A. Clippers | 3  | 0  | 3.7 | .333 | .500 | –   | 1.0 | .0  | .0  | .0  | 1.0 |
| 2021-22 | Utah          | 7  | 0  | 5.0 | .222 | .500 | –   | 1.4 | .0  | .0  | .0  | .9  |
| 2021-22 | Boston        | 8  | 0  | 3.5 | .600 | .500 | –   | .9  | .6  | .0  | .0  | 1.9 |
| Total   | Total         | 18 | 0  | 4.1 | .409 | .500 | –   | 1.1 | .3  | .0  | .0  | 1.3 |

### Playoffs
| Año   | Equipo | PJ | PT | MPP | %TC  | %3P   | %TL | RPP | APP | ROB | TPP | PPP |
| ----- | ------ | -- | -- | --- | ---- | ----- | --- | --- | --- | --- | --- | --- |
| 2022  | Boston | 9  | 0  | 1.8 | .750 | 1.000 | —   | .2  | .0  | .0  | .0  | .9  |
| Total | Total  | 9  | 0  | 1.8 | .750 | 1.000 | —   | .2  | .0  | .0  | .0  | .9  |